# 100 (szám)
A 100 (római számmal: C) a 99 és 101 között található természetes szám.

## A szám a matematikában
A tízes számrendszerbeli 100-as a kettes számrendszerben 1100100, a nyolcas számrendszerben 144, a tizenhatos számrendszerben 64 alakban írható fel.
A 100 páros szám, összetett szám, kanonikus alakja 22 · 52, normálalakban az 1 · 102 szorzattal írható fel. Kilenc osztója van a természetes számok halmazán, ezek növekvő sorrendben: 1, 2, 4, 5, 10, 20, 25, 50 és 100.
Négyzetszám (10²). Tizennyolcszögszám.
Leyland-szám, tehát felírható {\displaystyle x^{y}+y^{x}} alakban: 26 + 62 = 100.
Nonkotóciens szám.
Áltökéletes szám.
A 100 két szám valódiosztó-összegeként áll elő, ezek a 124 és 194.

## A tudományban
- A periódusos rendszer 100. eleme a fermium.
- A 100-hoz tartozó SI-prefixumot hekto-nak nevezik.
- A 100 az alapja a százaléknak (%), ahol a 100% jelenti az 1-et.

## Az irodalomban
- Gabriel García Márquez: Száz év magány

## A történelemben
- Százéves háború, amely egy Anglia és Franciaország közt dúló, 116 évig tartó háború volt

## 100-as számjelek

100-as rovásjel
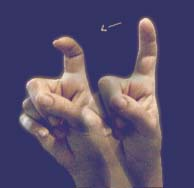
A százas szám Kanadában használatos QSL (ISO) jelnyelven.